# Adrien Gagnon
Adrien Gagnon — Kamouraska, 4 mars 1924 – Brossard, 12 mai 2011  — est un ancien culturiste et homme d'affaires autodidacte qui se présente comme le pionnier de la santé naturelle au Québec[Information douteuse].
Il a d'abord commercialisé des haltères et publiés des revues de culturisme. Après quelques faillites, affirme son fils Yvan dans une biographie de style hagiographique publiée chez Québecor, il a connu le succès commercial avec des produits pour régimes tels NutriDiet et NutriBar.
Il a fondé l'entreprise Santé Naturelle (AG) Ltée qui distribue les produits de la marque « Adrien Gagnon ». Il a dirigé son entreprise jusqu'en 2005.